# Amphiuma
Las anfiumas (Amphiuma) son un clado compuesto por tres especies de anfibios caudados endémicos del sudeste de los Estados Unidos. Es el único género de la familia Amphiumidae. Exhiben un estilo de vida completamente acuático, un cuerpo alargado (que puede exceder el metro de largo), extremidades muy reducidas, la presencia de una de las tres hendiduras branquiales del estado larval y la ausencia de párpados. A pesar de poseer hendiduras branquiales, los adultos carecen de agallas, presentando una respiración pulmonar. Las especies se diferencian por el número de dígitos que poseen en las extremidades, variando desde uno (A. pholeter), a dos (A. means) o tres (A. tridactylum). Exhiben, además, hábitos nocturnos, siendo depredadores generalistas. 

## Especies
Según ASW:
- Amphiuma means Garden, 1821
- Amphiuma pholeter Neill, 1964
- Amphiuma tridactylum Cuvier, 1827

## Filogenia
|  | Amphiuma tridactylum                                                 |
|  |                                                                      |
|  | \| \| Amphiuma means \| \| \| \| \| \| Amphiuma pholeter \| \| \| \| |
|  |                                                                      |
|  | Amphiuma means                                                       |
|  |                                                                      |
|  | Amphiuma pholeter                                                    |
|  |                                                                      |

|  | Amphiuma means    |
|  |                   |
|  | Amphiuma pholeter |
|  |                   |

Cladograma basado en Karlin & Means (1994).